# Joost van Vollenhoven (1866-1923)
Joost van Vollenhoven (Rotterdam, 13 december 1866 - Amsterdam, 26 november 1923) was een Nederlands politicus, zakenman en bankier.
Van Vollenhoven stamde uit een Rotterdamse houtkopersfamilie; hij was een kleinzoon van Joost van Vollenhoven, lid van de Eerste Kamer en burgemeester van Rotterdam.
Van Vollenhoven werd in 1889 gekozen tot lid van de gemeenteraad van Rotterdam. In 1895 zette hij zijn loopbaan bij de Deli Maatschappij, waar hij werkzaam was, voort in Nederlands-Indië, waar hij tot 1909 zou blijven. Van 1913 tot 1918 was hij lid van de Tweede Kamer voor de Bond van Vrije Liberalen.
Na beëindiging van zijn kamerlidmaatschap werd hij directeur van De Nederlandsche Bank en bleef dat tot zijn overlijden in 1923.
- Biografisch Portaal: 99873097
- Parlement.com: vg09llc57er3